# Monogatari
Monogatari é um gênero literário japonês. O termo é normalmente traduzido como conto, narrativa, mesmo tendo diversas acepções. Este estilo de literatura foi proeminente do século IX ao século XV, chegando ao auge nos séculos X e XI.